# 1969 في السعودية
تحتوي هذه المقالة على أهم الأحداث التي شهدتها السعودية في 1969، إضافة إلى أهم الشخصيات السعودية التي وُلدت أو تُوفيت في هذه السنة.

## السياسة

### الحكم
الملك: فيصل بن عبد العزيز آل سعود.

### تعيينات
- تعيين الأمير تركي الثاني بن عبد العزيز آل سعود نائبًا لوزير الدفاع والطيران.

### إعفاءات

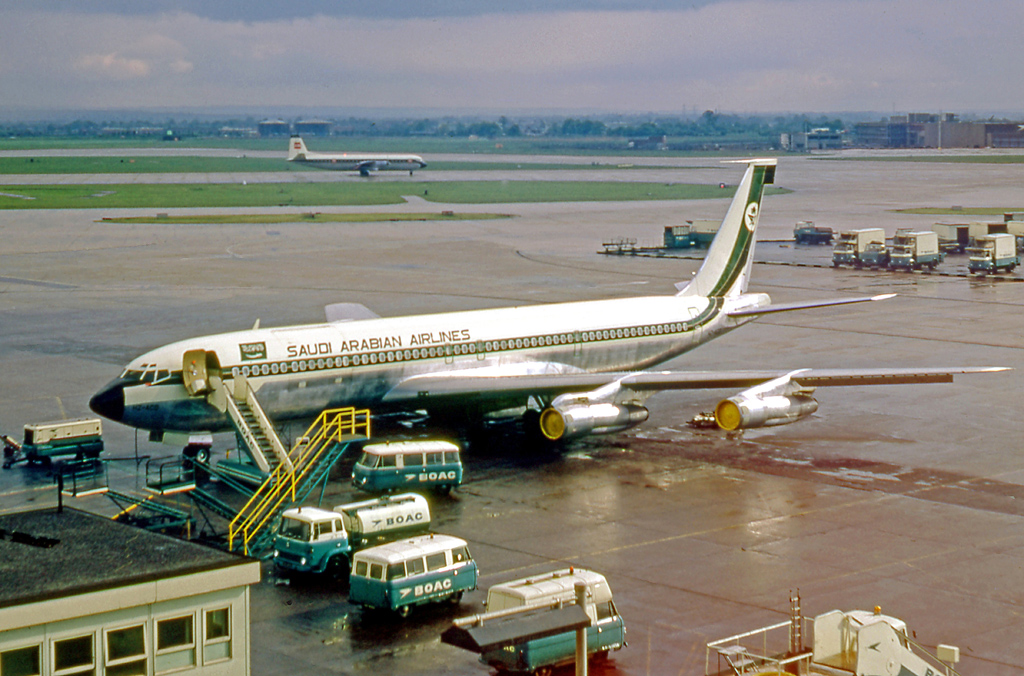
طائرة الخطوط الجوية العربية السعودية من طراز بوينغ 707 في مطار هيثرو في لندن في عام 1969.

## أحداث
- انضمام الجزائر إلى شبكة الرحلات الدولية لتستكمل « طيران السعودية» خدماتها لجميع بلدان شمال أفريقيا، وتعمل جميع طائراتها من طراز (DC-9) بأطقم سعودية.[1]
- اندماج الحزب الديمقراطي الشعبي في الجزيرة العربية"السعودية" مع منظمة الثورة الوطنية.
- عبادي الجوهر يقوم بتسجيل أغنية يا حلاوة من كلمات لطفي زيني وألحان طلال مداح عام 1969[2]، يقول عبادي «عندما أردت أن أسجل أغنية (يا حلاوة) ولم يكن قد وضع لها طلال المقدمة فحاولت أن أضعها بنفسي، وقبل التسجيل وصل وفرحت لأنه إذا لم تعجبه المقدمة سيضع غيرها، وعندما سمعها أُعجب وتركها كما هي».[3]
- أول محاولة ناجحة لإقامة دوري منتظم في المملكة العربية السعودية تحت اسم درع الدوري العام.
- حصول محمد بن أحمد الرشيد وزير التربية والتعليم السعودي سابقًا على شهادة الماجستير في إدارة الأفراد في الجامعات من جامعة انديانا بالولايات المتحدة الأمريكية
- تأسيس نادي الزلفي لكرة القدم (باالأنجليزي: Z F.C -Zulfi Football Club)، وغالباً ما يعرف اختصاراً باسم الزلفي أو كما يسميه مشجعوه مرخ وهو ناد رياضي سعودي احترافي، من محافظة الزلفي، يلعب في الدوري السعودي، ويعد أحد ناديين في الزلفي ومنافسه التقليدي طويق.
- تأسيس مجموعة دلة البركة يشمل نشاطها الآن عدة قطاعات داخل المملكة العربية السعودية وحول العالم.
- تأسيس المدرسة الهندية العالمية في مدينة جدة، المملكة العربية السعودية.
- صدور الأمر السامي بإنشاء وزارة العدل وتوليها كافة المهام الإدارية والمالية للمحاكم، وباشرت أعمالها في عام 1969م وتم تعيين الشيخ محمد بن علي الحركان وزيرًا لها
- مشاركة عبد اللطيف عقيل زيني الشهير بـ لطفي زيني في المسلسل السعودي «أغاني في بحر الأماني» الذي شارك في كتابة نصّه أيضاً إلى جانب التمثيل، ومسلسل «عمارة العجائب في تونس».
- علي بن عبدالله الدفاع عالم الرياضيات السعودي يحصل على شهادة الماجستير في «الرياضيات البحتة» من «جامعة فاندربيلت»
- إقامة مسابقة دولية شارك فيها مهندسون من 17 دولة قدموا 43 نموذجا مختلفا لبناء المسجد. بعد أربعة أيام من المشاورات والتداولات لتصميم مسجد الملك فيصل في باكستان.
- اكتمال عملية تسليم اربعين طائرة من المقاتلة لايتنينغ للقوات الجوية الملكية السعودية و كانت آخر طائرة مستلمة تحمل الرقم المسلسل (53-700) في 29 يونيو 1972. واستمرت مقاتلة اللايتنينغ في الخدمة حتى يناير 1986م.
- افتتاح ملعب الأمير فيصل بن فهد في الرياض، حي الملز و بسعة 22 ألف متفرج ويعتبر أول استاد رياضي دولي بمدينة الرياض وقد افتتح الملعب بمباراة بين فريق الأهلي و الشباب انتهت بفوز الأهلي 1-0.
- إصدار نظام أوسمة ونياشين وميداليات السعودية بمرسوم ملكي في عهد الملك فيصل بن عبدالعزيز، حيث تمنح هذه الأوسمة بموجب أمر ملكي إلى رؤوساء الدول والشخصيات المدنية والعسكرية والوطنية، تكريمًا لهم لما قدموه من أعمال ووقائع مهمة، أو لتخليد مناسبات ذات قيمة وطنية. وتعتبر “قلادة بدر الكبرى” و “قلادة الملك عبدالعزيز” أرفع الأوسمة السعودية درجة في التكريم

### فبراير
- 18: عمل اتفاقية بين الأردن والسعودية لتعديل الحدود بين البلدين.[4]
- 24: نقل جثمان الملك سعود بالطائرة من أثينا ليتم دفنه في مقبرة العود بمدينة الرياض.

### يونيو
- إحباط محاولة انقلاب فاشلة.
- 5: دعوة نائب رئيس الوزراء السعودي وزير الداخلية فهد بن عبد العزيز آل سعود إلى تطهير صفوف المقاومة وتأييده للعمليات الفلسطينية ضد الاحتلال الإسرائيلي.[5]

### يوليو
- 8: إقامة معهد دراسي في المصانع الحربية بمدينة الخرج ويتضمن أحدث طرق التدريس منها دروس في اللغة الانجليزية و الرياضيات.[6]
- 29: افتتاح كلية للطب البشري في جامعة الرياض و ستكون الدراسة للسنتين الإعداديتين، الأولى والثانية بمقر كلية العلوم بالملز و السنتين الاعداديتين لكلية الطب و تم تحديد عدد طلاب الدفعة الأولى بخمسة و ثلاثين طالبًا فقط.[7]

### أكتوبر
- 24: إقامة علاقات دبلوماسية بين المملكة العربية السعودية و دولة الفلبين للمرة الأولى.

### سبتمبر
- 25: تأسيس منظمة المؤتمر الإسلامي (OIC) في مدينة جدة.[8]
- 26: بدء انشاء طريق جدة - بدر بتكلفة تزيد على مائة مليون ريال سعودي حيث يبلغ طول الطريق 237 كيلو متر و مقسم إلى ثلاثة أجزاء هي 76 و 78 و 83 كم.[9]

### نوفمبر
- 27: قيام اشتباكات مسلحة بين قوات المملكة العربية السعودية وجمهورية اليمن الديمقراطية الشعبية بسبب النزاع على الوديعة التي انتهت في 6 ديسمبر من نفس العام بانتصار القوات السعودية وإعادة سيطرتها عليها.[10][11][12][13]

### ديسمبر
- 18: تبادل الوثائق والتواقيع في الكويت بشأن المنطقة السعودية الكويتية المحايدة.

## مواليد
- حميدان التركي، مبتعث دراسات عليا أُعتقل في الولايات المتحدة.
- عيسى جرابا، أديب وشاعر.
- محمود بن سعود بن عبد العزيز بن محمد الحليبي شاعر سعودي من مواليد مدينة الهفوف في محافظة الأحساء بالمنطقة الشرقية في المملكة العربية السعودية
- إبراهيم مضواح الألمعي كاتب وقاص وروائي سعودي.
- خالد العيد، لاعب فروسية سعودي، فاز بالميدالية البرونزية في القفز الفردي دورة الالعاب الاولمبية الصيفية لعام 2000. كما شارك في دورة الألعاب الآسيوية 2018 وحصد الميدالية الذهبية في قفز المجموعات.
- الأمير فيصل بن عبد الله بن عبد العزيز آل سعود، رئيس هيئة الهلال الأحمر السعودي سابقًا
- أصيل بن أبوبكر بن سالم بلفقية الهاشمي مغني سعودي. وهو ابن الفنان أبو بكر سالم.
- ماهر بن حمد بن معيقل المعيقلي البلوي، إمام وخطيب المسجد الحرام.
- سعود بن سعد العتيبي لاعب كرة قدم سعودي سابق.
- مرزوق الغامدي ممثل سعودي.
- قاسم بن خلف الرويس باحث ومؤرخ سعودي مهتم بالأدب الشعبي وبتاريخ المملكة العربية السعودية،
- سعيد بن عبدالله قريش، ممثل ومخرج سعودي.
- حمود بجاد الصهيبي، شاعر وكاتب سعودي يسكن في مركز السعيرة.
- فيصل علي أكرم، شاعر وكاتب وأديب سعودي
- إبراهيم محمد النملة كاتب وصحفي وقاص سعودي
- محمد مهاوش الظفيري شاعر وباحث وناقد سعودي
- عبد الله مبارك شريدة الدوسري لاعب كرة قدم سعودي
- محمد مرضي عيسى الزهراني مواطن من المملكة العربية السعودية تم احتجازه في معتقلات خليج جوانتانامو بالولايات المتحدة، في كوبا من 5 أغسطس 2002، حتى 22 نوفمبر 2014.

### يوليو
- 27: راشد الماجد، مطرب ومغني.

### سبتمبر
- 12: الأمير فهد بن مشعل بن سعود بن عبد العزيز آل سعود، طيار ورجل أعمال ويشغل منصب رئيس جمعية الطيران بدول مجلس التعاون لدول الخليج العربية، ومؤسس جمعية الطيارين وملاك الطائرات السعودية SAOPA

- 12: فايز المالكي، ممثل.

### أكتوبر
- 15: وليد الفراج، إعلامي وكاتب.

## وفيات
- حصة بنت أحمد بن محمد السديري، إحدى زوجات الملك عبد العزيز آل سعود وهي أم السديريون السبعة (و. 1900).
- الأمير ماجد بن سعود بن عبد العزيز آل سعود الابن الحادي عشر من سلسلة أبناء الملك سعود بن عبد العزيز آل سعود
- الشيخ محمد بن إبراهيم بن عبد اللطيف بن عبد الرحمن بن حسن بن محمد بن عبد الوهاب مفتي المملكة العربية السعودية سابقاً
- وضحى بنت محمد آل عريعر إحدى زوجات عبد العزيز آل سعود، ووالدة كل من الأمير تركي الأول و الملك سعود.

### نوفمبر
- 23: سعود بن عبد العزيز آل سعود، ملك المملكة العربية السعودية الثاني (و. 1902).